# 오향장육
오향장육(五香醬肉)은 기름기가 적은 돼지고기 부위에 향신료를 넣어 오랫동안 삶은 중국의 고기 요리이다. 중국 쑤저우 지방에서 유래된 고기 요리로 중국에서는 북송 시기부터 만들어 먹기 시작하였다.
오향초(五香草)라고 부르는 향신료인 회향(foeniculum), 계피, 산초, 정향, 진피 또는 팔각이 들어간 간장에 돼지고기를 얇게 썰어 넣고 조려낸 요리이다. 돼지고기를 삶을 때 메추리알과 함께 넣어 조리하면 느끼함을 잡아줘 더욱 더 맛있게 즐길 수 있다.